# Nvidia Tesla
Nvidia Tesla era el nombre de la línea de productos de Nvidia destinados al procesamiento de flujo o unidades de procesamiento de gráficos de uso general (GPGPU), que lleva el nombre del pionero ingeniero eléctrico Nikola Tesla. Sus productos comenzaron a usar GPU de la serie G80 y han seguido acompañando el lanzamiento de nuevos chips. Son programables utilizando las API de CUDA o OpenCL.
La línea de productos Nvidia Tesla compitió con las líneas de tarjetas GPU y de aprendizaje profundo Radeon Instinct e Intel Xeon Phi de AMD.
Nvidia retiró la marca Tesla en mayo de 2020, supuestamente debido a una posible confusión con la marca de automóviles. Sus nuevas GPU tienen la marca Nvidia Data Center GPU, como en la GPU Ampere A100.

## Descripción general

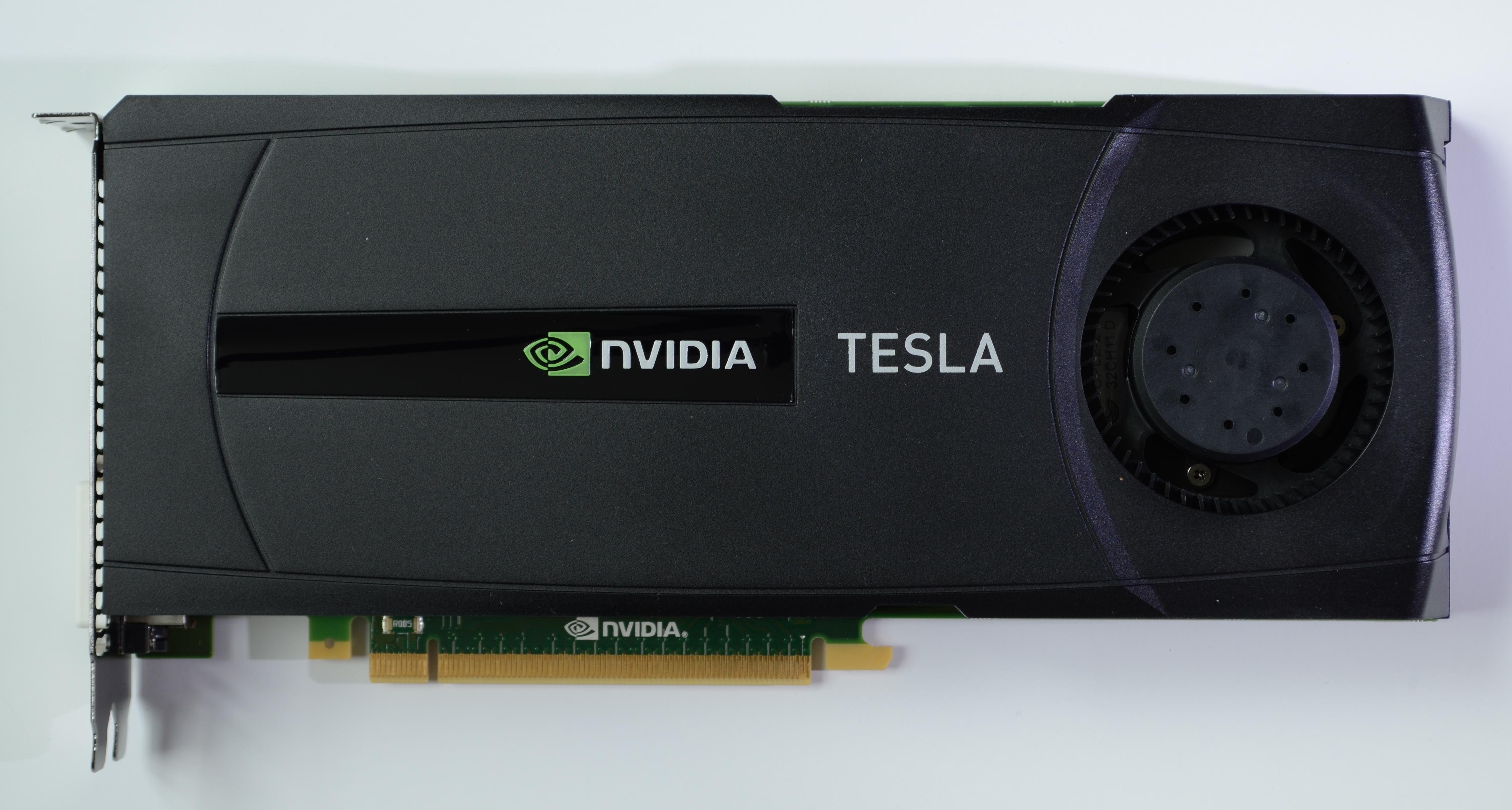
NvidiaTesla C2075

Ofreciendo una potencia computacional mucho mayor que los microprocesadores tradicionales, los productos de Tesla apuntaron al mercado de computación de alto rendimiento. A 2012 , Nvidia Tesla alimentan algunas de las supercomputadoras más rápidas del mundo, incluida Summit en el Laboratorio Nacional Oak Ridge y Tianhe-1A, en Tianjin, China.
Las tarjetas Tesla tienen un rendimiento de precisión doble cuatro veces superior al de una tarjeta Nvidia GeForce basada en Fermi con un rendimiento de precisión simple similar.  A diferencia de las tarjetas GeForce de consumo de Nvidia y las tarjetas Nvidia Quadro profesionales, las tarjetas Tesla originalmente no podían mostrar imágenes en una pantalla. Sin embargo, los últimos productos de clase C de Tesla incluían un puerto DVI de doble enlace.
Como parte del Proyecto Denver, Nvidia tiene la intención de incorporar núcleos de procesador ARMv8 en sus GPU. Este será un seguimiento de 64 bits de los chips Tegra de 32 bits.
El Tesla P100 utiliza el proceso de fabricación de semiconductores FinFET de 16 nanómetros de TSMC, que es más avanzado que el proceso de 28 nanómetros utilizado anteriormente por las GPU de AMD y Nvidia entre 2012 y 2016. El P100 también usa la memoria HBM2 de Samsung.

## Aplicaciones
Los productos de Tesla se utilizan principalmente en simulaciones y cálculos a gran escala (especialmente cálculos de punto flotante) y para la generación de imágenes de alto nivel para campos profesionales y científicos.
En 2013, la industria de la defensa representó menos de una sexta parte de las ventas de Tesla, pero Sumit Gupta predijo un aumento de las ventas en el mercado de la inteligencia geoespacial.

## Especificaciones
| Modelo                                         | Microarquitectura | Lanzamiento              | Chips             | Reloj del núcleo (MHz) | Sombreadores         | Sombreadores     | Sombreadores           | Memoria     | Memoria             | Memoria     | Memoria      | Memoria               | Poder de procesamiento (GFLOPS)            | Poder de procesamiento (GFLOPS) | Poder de procesamiento (GFLOPS) | Capacidad de cómputo CUDA | TDP(vatios) | Notas,factor de forma                                                |
| Modelo                                         | Microarquitectura | Lanzamiento              | Chips             | Reloj del núcleo (MHz) | Núcleos Cuda (total) | Reloj base (MHz) | Máx. reloj turbo (MHz) | Tipo de bus | Ancho del bus (bit) | Tamaño (GB) | Reloj (MT/s) | Ancho de banda (GB/s) | Media precisiónTensor Core FP32 Accumulate | Simple precisión(MAD o FMA)     | Doble precisión(FMA)            | Capacidad de cómputo CUDA | TDP(vatios) | Notas,factor de forma                                                |
| ---------------------------------------------- | ----------------- | ------------------------ | ----------------- | ---------------------- | -------------------- | ---------------- | ---------------------- | ----------- | ------------------- | ----------- | ------------ | --------------------- | ------------------------------------------ | ------------------------------- | ------------------------------- | ------------------------- | ----------- | -------------------------------------------------------------------- |
| C870 GPU Computing Module                      | Tesla             | 2 de mayo de 2007        | 1× G80            | 600                    | 128                  | 1350             | N/A                    | GDDR3       | 384                 | 1.5         | 1600         | 76.8                  | No                                         | 345.6                           | No                              | 1.0                       | 170.9       | Internal PCIe GPU (full-height, dual-slot)                           |
| D870 Deskside Computer                         | Tesla             | 2 de mayo de 2007        | 2× G80            | 600                    | 256                  | 1350             | N/A                    | GDDR3       | 2× 384              | 2× 1.5      | 1600         | 2× 76.8               | No                                         | 691.2                           | No                              | 1.0                       | 520         | Deskside or 3U rack-mount external GPUs                              |
| S870 GPU Computing Server                      | Tesla             | 2 de mayo de 2007        | 4× G80            | 600                    | 512                  | 1350             | N/A                    | GDDR3       | 4× 384              | 4× 1.5      | 1600         | 4× 76.8               | No                                         | 1382.4                          | No                              | 1.0                       |             | 1U rack-mount external GPUs, connect via 2× PCIe (×16)               |
| C1060 GPU Computing Module                     | Tesla             | 9 de abril de 2009       | 1× GT200          | 602                    | 240                  | 1296             | N/A                    | GDDR3       | 512                 | 4           | 1600         | 102.4                 | No                                         | 622.08                          | 77.76                           | 1.3                       | 187.8       | Internal PCIe GPU (full-height, dual-slot)                           |
| S1070 GPU Computing Server "400 configuration" | Tesla             | 1 de junio de 2008       | 4× GT200          | 602                    | 960                  | 1296             | N/A                    | GDDR3       | 4× 512              | 4× 4        | 1538.4       | 4× 98.5               | No                                         | 2488.3                          | 311.0                           | 1.3                       | 800         | 1U rack-mount external GPUs, connect via 2× PCIe (×8 or ×16)         |
| S1070 GPU Computing Server "500 configuration" | Tesla             |                          | 4× GT200          | 602                    | 960                  | 1440             | N/A                    | GDDR3       | 4× 512              | 4× 4        | 1538.4       | 4× 98.5               | No                                         | 2764.8                          | 345.6                           | 1.3                       | 800         | 1U rack-mount external GPUs, connect via 2× PCIe (×8 or ×16)         |
| S1075 GPU Computing Server                     | Tesla             | 1 de junio de 2008       | 4× GT200          | 602                    | 960                  | 1440             | N/A                    | GDDR3       | 4× 512              | 4× 4        | 1538.4       | 4× 98.5               | No                                         | 2764.8                          | 345.6                           | 1.3                       |             | 1U rack-mount external GPUs, connect via 1× PCIe (×8 or ×16)         |
| Quadro Plex 2200 D2 Visual Computing System    | Tesla             | 25 de julio de 2008      | 2× GT200GL        | 648                    | 480                  | 1296             | N/A                    | GDDR3       | 2× 512              | 2× 4        | 1600         | 2× 102.4              | No                                         | 1244.2                          | 155.5                           | 1.3                       |             | Deskside or 3U rack-mount external GPUs with 4 dual-link DVI outputs |
| Quadro Plex 2200 S4 Visual Computing System    | Tesla             | 25 de julio de 2008      | 4× GT200GL        | 648                    | 960                  | 1296             | N/A                    | GDDR3       | 4× 512              | 4× 4        | 1600         | 4× 102.4              | No                                         | 2488.3                          | 311.0                           | 1.3                       | 1200        | 1U rack-mount external GPUs, connect via 2× PCIe (×8 or ×16)         |
| C2050 GPU Computing Module                     | Fermi             | 25 de julio de 2011      | 1× GF100          | 575                    | 448                  | 1150             | N/A                    | GDDR5       | 384                 | 3           | 3000         | 144                   | No                                         | 1030.4                          | 515.2                           | 2.0                       | 247         | Internal PCIe GPU (full-height, dual-slot)                           |
| M2050 GPU Computing Module                     | Fermi             | 25 de julio de 2011      | 1× GF100          | 575                    | 448                  | 1150             | N/A                    | GDDR5       | 384                 | 3           | 3092         | 148.4                 | No                                         | 1030.4                          | 515.2                           | 2.0                       | 225         | Internal PCIe GPU (full-height, dual-slot)                           |
| C2070 GPU Computing Module                     | Fermi             | 25 de julio de 2011      | 1× GF100          | 575                    | 448                  | 1150             | N/A                    | GDDR5       | 384                 | 6           | 3000         | 144                   | No                                         | 1030.4                          | 515.2                           | 2.0                       | 247         | Internal PCIe GPU (full-height, dual-slot)                           |
| C2075 GPU Computing Module                     | Fermi             | 25 de julio de 2011      | 1× GF100          | 575                    | 448                  | 1150             | N/A                    | GDDR5       | 384                 | 6           | 3000         | 144                   | No                                         | 1030.4                          | 515.2                           | 2.0                       | 225         | Internal PCIe GPU (full-height, dual-slot)                           |
| M2070/M2070Q GPU Computing Module              | Fermi             | 25 de julio de 2011      | 1× GF100          | 575                    | 448                  | 1150             | N/A                    | GDDR5       | 384                 | 6           | 3132         | 150.336               | No                                         | 1030.4                          | 515.2                           | 2.0                       | 225         | Internal PCIe GPU (full-height, dual-slot)                           |
| M2090 GPU Computing Module                     | Fermi             | 25 de julio de 2011      | 1× GF110          | 650                    | 512                  | 1300             | N/A                    | GDDR5       | 384                 | 6           | 3700         | 177.6                 | No                                         | 1331.2                          | 665.6                           | 2.0                       | 225         | Internal PCIe GPU (full-height, dual-slot)                           |
| S2050 GPU Computing Server                     | Fermi             | 25 de julio de 2011      | 4× GF100          | 575                    | 1792                 | 1150             | N/A                    | GDDR5       | 4× 384              | 4× 3        | 3            | 4× 148.4              | No                                         | 4121.6                          | 2060.8                          | 2.0                       | 900         | 1U rack-mount external GPUs, connect via 2× PCIe (×8 or ×16)         |
| S2070 GPU Computing Server                     | Fermi             |                          | 4× GF100          | 575                    | 1792                 | 1150             | N/A                    | GDDR5       | 4× 384              | N/A         | 3            | 4× 148.4              | 4× 6                                       | 4121.6                          | 2060.8                          | 2.0                       | 900         | 1U rack-mount external GPUs, connect via 2× PCIe (×8 or ×16)         |
| K10 GPU accelerator                            | Kepler            | 1 de mayo de 2012        | 2× GK104          | N/A                    | 3072                 | 745              | ?                      | GDDR5       | 2× 256              | 2× 4        | 5000         | 2× 160                | No                                         | 4577                            | 190.7                           | 3.0                       | 225         | Internal PCIe GPU (full-height, dual-slot)                           |
| K20 GPU accelerator                            | Kepler            | 12 de noviembre de 2012  | 1× GK110          | N/A                    | 2496                 | 706              | 758                    | GDDR5       | 320                 | 5           | 5200         | 208                   | No                                         | 3524                            | 1175                            | 3.5                       | 225         | Internal PCIe GPU (full-height, dual-slot)                           |
| K20X GPU accelerator                           | Kepler            | 12 de noviembre de 2012  | 1× GK110          | N/A                    | 2688                 | 732              | ?                      | GDDR5       | 384                 | 6           | 5200         | 250                   | No                                         | 3935                            | 1312                            | 3.5                       | 235         | Internal PCIe GPU (full-height, dual-slot)                           |
| K40 GPU accelerator                            | Kepler            | 8 de octubre de 2013     | 1× GK110B         | N/A                    | 2880                 | 745              | 875                    | GDDR5       | 384                 | 12          | 6000         | 288                   | No                                         | 4291–5040                       | 1430–1680                       | 3.5                       | 235         | Internal PCIe GPU (full-height, dual-slot)                           |
| K80 GPU accelerator                            | Kepler            | 17 de noviembre de 2014  | 2× GK210          | N/A                    | 4992                 | 560              | 875                    | GDDR5       | 2× 384              | 2× 12       | 5000         | 2× 240                | No                                         | 5591–8736                       | 1864–2912                       | 3.7                       | 300         | Internal PCIe GPU (full-height, dual-slot)                           |
| M4 GPU accelerator                             | Maxwell           | 10 de noviembre de 2015  | 1× GM206          | N/A                    | 1024                 | 872              | 1072                   | GDDR5       | 128                 | 4           | 5500         | 88                    | No                                         | 1786–2195                       | 55.81–68.61                     | 5.2                       | 50–75       | Internal PCIe GPU (half-height, single-slot)                         |
| M6 GPU accelerator                             | Maxwell           | 30 de agosto de 2015     | 1× GM204-995-A1   | N/A                    | 1536                 | 722              | 1051                   | GDDR5       | 256                 | 8           | 4600         | 147.2                 | No                                         | 2218–3229                       | 69.3–100.9                      | 5.2                       | 75–100      | Internal MXM GPU                                                     |
| M10 GPU accelerator                            | Maxwell           |                          | 4× GM107          | N/A                    | 2560                 | 1033             | ?                      | GDDR5       | 4× 128              | 4× 8        | 5188         | 4× 83                 | No                                         | 5289                            | 165.3                           | 5.2                       | 225         | Internal PCIe GPU (full-height, dual-slot)                           |
| M40 GPU accelerator                            | Maxwell           | 10 de noviembre de 2015  | 1× GM200          | N/A                    | 3072                 | 948              | 1114                   | GDDR5       | 384                 | 12 or 24    | 6000         | 288                   | No                                         | 5825–6844                       | 182.0–213.9                     | 5.2                       | 250         | Internal PCIe GPU (full-height, dual-slot)                           |
| M60 GPU accelerator                            | Maxwell           | 30 de agosto de 2015     | 2× GM204-895-A1   | N/A                    | 4096                 | 899              | 1178                   | GDDR5       | 2× 256              | 2× 8        | 5000         | 2× 160                | No                                         | 7365–9650                       | 230.1–301.6                     | 5.2                       | 225–300     | Internal PCIe GPU (full-height, dual-slot)                           |
| P4 GPU accelerator                             | Pascal            | 13 de septiembre de 2016 | 1× GP104          | N/A                    | 2560                 | 810              | 1063                   | GDDR5       | 256                 | 8           | 6000         | 192.0                 | No                                         | 4147–5443                       | 129.6–170.1                     | 6.1                       | 50-75       | PCIe card                                                            |
| P6 GPU accelerator                             | Pascal            | 24 de marzo de 2017      | 1× GP104-995-A1   | N/A                    | 2048                 | 1012             | 1506                   | GDDR5       | 256                 | 16          | 3003         | 192.2                 | No                                         | 6169                            | 192.8                           | 6.1                       | 90          | MXM card                                                             |
| P40 GPU accelerator                            | Pascal            | 13 de septiembre de 2016 | 1× GP102          | N/A                    | 3840                 | 1303             | 1531                   | GDDR5       | 384                 | 24          | 7200         | 345.6                 | No                                         | 10007–11758                     | 312.7–367.4                     | 6.1                       | 250         | PCIe card                                                            |
| P100 GPU accelerator (mezzanine)               | Pascal            | 5 de abril de 2016       | 1× GP100-890-A1   | N/A                    | 3584                 | 1328             | 1480                   | HBM2        | 4096                | 16          | 1430         | 732                   | No                                         | 9519–10609                      | 4760–5304                       | 6.0                       | 300         | SXM card                                                             |
| P100 GPU accelerator (16 GB card)              | Pascal            | 20 de junio de 2016      | 1× GP100          | N/A                    | 3584                 | 1126             | 1303                   | HBM2        | 4096                | 16          | 1430         | 732                   | No                                         | 8071‒9340                       | 4036‒4670                       | 6.0                       | 250         | PCIe card                                                            |
| P100 GPU accelerator (12 GB card)              | Pascal            | 20 de junio de 2016      | 1× GP100          | N/A                    | 3584                 | 1126             | 1303                   | HBM2        | 3072                | 12          | 1430         | 549                   | No                                         | 8071‒9340                       | 4036‒4670                       | 6.0                       | 250         | PCIe card                                                            |
| V100 GPU accelerator (mezzanine)               | Volta             | 10 de mayo de 2017       | 1× GV100-895-A1   | N/A                    | 5120                 | ?                | 1455                   | HBM2        | 4096                | 16 or 32    | 1750         | 900                   | 119192                                     | 14899                           | 7450                            | 7.0                       | 300         | SXM card                                                             |
| V100 GPU accelerator (PCIe card)               | Volta             | 21 de junio de 2017      | 1× GV100          | N/A                    | 5120                 | Desconocido      | 1370                   | HBM2        | 4096                | 16 or 32    | 1750         | 900                   | 112224                                     | 14028                           | 7014                            | 7.0                       | 250         | PCIe card                                                            |
| V100 GPU accelerator (PCIe FHHL card)          | Volta             | 27 de marzo de 2018      | 1× GV100          | N/A                    | 5120                 | 937              | 1290                   | HBM2        | 4096                | 16          | 1620         | 829.44                | 105680                                     | 13210                           | 6605                            | 7.0                       | 250         | PCIe FHHL card                                                       |
| T4 GPU accelerator (PCIe card)                 | Turing            | 12 de septiembre de 2018 | 1× TU104-895-A1   | N/A                    | 2560                 | 585              | 1590                   | GDDR6       | 256                 | 16          | 5000         | 320                   | 64800                                      | 8100                            | ?                               | 7.5                       | 70          | PCIe card                                                            |
| A2 GPU accelerator (PCIe card)                 | Ampere            | 10 de noviembre de 2021  | 1× GA107          | N/A                    | 1280                 | 1440             | 1770                   | GDDR6       | 128                 | 16          | 6252         | 200                   | 18124                                      | 4531                            | 140                             | 8.6                       | 40-60       | PCIe card (half height, single-slot)                                 |
| A10 GPU accelerator (PCIe card)                | Ampere            | 12 de abril de 2021      | 1× GA102-890-A1   | N/A                    | 9216                 | 885              | 1695                   | GDDR6       | 384                 | 24          | 6252         | 600                   | 124960                                     | 31240                           | 976                             | 8.6                       | 150         | PCIe card (single-slot)                                              |
| A16 GPU accelerator (PCIe card)                | Ampere            | 12 de abril de 2021      | 4× GA107          | N/A                    | 4× 1280              | 885              | 1695                   | GDDR6       | 4× 128              | 4× 16       | 7242         | 4× 200                | 4x 18432                                   | 4× 4608                         | 1084.8                          | 8.6                       | 250         | PCIe card (dual-slot)                                                |
| A30 GPU accelerator (PCIe card)                | Ampere            | 12 de abril de 2021      | 1× GA100          | N/A                    | 3584                 | 930              | 1440                   | HBM2        | 3072                | 24          | 1215         | 933.1                 | 165120                                     | 10320                           | 5161                            | 8.0                       | 165         | PCIe card (dual-slot)                                                |
| A40 GPU accelerator (PCIe card)                | Ampere            | 5 de octubre de 2020     | 1× GA102          | N/A                    | 10752                | 1305             | 1740                   | GDDR6       | 384                 | 48          | 7248         | 695.8                 | 149680                                     | 37420                           | 1168                            | 8.6                       | 300         | PCIe card (dual-slot)                                                |
| A100 GPU accelerator (PCIe card)               | Ampere            | 14 de mayo de 2020       | 1× GA100-883AA-A1 | N/A                    | 6912                 | 765              | 1410                   | HBM2        | 5120                | 40 or 80    | 1215         | 1555                  | 312000                                     | 19500                           | 9700                            | 8.0                       | 250         | PCIe card (dual-slot)                                                |
| H100 GPU accelerator (PCIe card)               | Hopper            | 22 de marzo de 2022      | 1× GH100          | N/A                    | 14592                | 1065             | 1755 CUDA 1620 TC      | HBM2e       | 5120                | 80          | 1000         | 2039                  | 756449                                     | 51200                           | 25600                           | 9.0                       | 350         | PCIe card (dual-slot)                                                |
| H100 GPU accelerator (SXM card)                | Hopper            | 22 de marzo de 2022      | 1× GH100          | N/A                    | 16896                | 1065             | 1980 CUDA 1830 TC      | HBM3        | 5120                | 80          | 1500         | 3352                  | 989430                                     | 66900                           | 33500                           | 9.0                       | 700         | SXM card                                                             |
| L40 GPU accelerator                            | Ada Lovelace      | 13 de octubre de 2022    | 1× AD102          | N/A                    | 18176                | 735              | 2490                   | GDDR6       | 384                 | 48          | 2250         | 864                   | 362066                                     | 90516                           | 1414                            | 8.9                       | 300         | PCIe card (dual-slot)                                                |
| L4 GPU accelerator                             | Ada Lovelace      | 21 de marzo de 2023      | 1x AD104          | N/A                    | 7680                 | 795              | 2040                   | GDDR6       | 192                 | 24          | 1563         | 300                   | 125338                                     | 31334                           | 490                             | 8.9                       | 72          | HHHL single slot PCIe card                                           |
| Modelo                                         | Microarquitectura | Lanzamiento              | Chips             | Reloj del núcleo (MHz) | Núcleos Cuda (total) | Reloj base (MHz) | Máx. reloj turbo (MHz) | Tipo de bus | Ancho del bus (bit) | Tamaño (GB) | Reloj (MT/s) | Ancho de banda (GB/s) | Media precisiónTensor Core FP32 Accumulate | Simple precisión(MAD o FMA)     | Doble precisión(FMA)            | Capacidad de cómputo CUDA | TDP(vatios) | Notas,factor de forma                                                |
| Modelo                                         | Microarquitectura | Lanzamiento              | Chips             | Reloj del núcleo (MHz) | Sombreadores         | Sombreadores     | Sombreadores           | Memoria     | Memoria             | Memoria     | Memoria      | Memoria               | Poder de procesamiento (GFLOPS)            | Poder de procesamiento (GFLOPS) | Poder de procesamiento (GFLOPS) | Capacidad de cómputo CUDA | TDP(vatios) | Notas,factor de forma                                                |